# Zenillia florilega
Zenillia florilega là một loài ruồi trong họ Tachinidae.